# 61 км (зупинний пункт, Донецька залізниця)
61 км — пасажирський залізничний зупинний пункт Луганської дирекції Донецької залізниці на лінії Іллєнко — Родакове.
Розташований поблизу с. Замостя та Говоруха, Слов'яносербський район, Луганської області, між станціями Мілова (4 км) та Родакове (5 км).
Через військову агресію Росії на сході Україні транспортне сполучення припинене, водночас керівництво так званих ДНР та ЛНР заявляло про запуск електропоїзда сполученням Луганськ — Ясинувата, що підтверджує сайт Яндекс.